# Atractus lasallei
Atractus lasallei — вид змій родини полозових (Colubridae). Ендемік Колумбії.

## Поширення і екологія
Atractus lasallei мешкають в горах на півночі Центрального хребта Колумбійських Анд, в департаменті Антіокія на північному сході країни. Вони живуть в сухих тропічних лісах і садах, на висоті від 1500 до 2300 м над рівнем моря.